# 荒川橋 (村上市)
荒川橋（あらかわばし）は、新潟県村上市佐々木 - 平林の荒川に架かる国道7号の橋長461.2 m（メートル）の桁橋。

## 概要
現橋
- 形式 - 鋼4径間および3径間非合成連続箱桁橋
- 橋格 - 1等橋 (TL-20)
- 道路規格 - 第1種第3級
- 橋長 - 461.200 m
  - 支間割 - (64.810 m+66.300 m+66.300 m+65.750 m) + (65.750 m+66.300 m+63.890 m)
- 幅員
  - 総幅員 - 12.150 m
  - 有効幅員 - 11.250 m
  - 車道 - 8.750 m
  - 歩道 - 2.500 m
- 床版 - 鉄筋コンクリート
- 総鋼重 - 1 920.601 t
- 施工 - 駒井鉄工[注釈 1]・東京鐵骨橋梁製作所[注釈 2]・日本鋼管[注釈 3]・宮地鐵工所[注釈 4]
- 架設工法 - トラッククレーンベント工法（A1 - P3・P5 - A2）・手延べ送出し工法（P3 - P5）
- 竣工 - 1889年度（平成元年度）
- 開通 - 1990年（平成2年）10月16日

高水敷の架設はベント工法により、中央の低水敷部は送出し工法によって架設した。送出し工法による架設部は3径間と4径間連続箱桁に跨るため架設時は連結して送出しを行い、完了後に切断した。
旧橋
- 形式 - PC単純桁橋12連
- 橋長 - 436.8 m
  - 径間割 - 12×35.6 m
- 幅員 - 8.0 m
- 基礎 - 重力式井筒基礎
- 施工 - オリエンタルコンクリート[注釈 5]

## 歴史
1921年（大正10年）に橋長345.9 m、幅員4.6 mの土橋が架橋され、1932年（昭和7年）に延長111.9 mがトラス橋に架け替えられた
。
1960年（昭和35年）にコンクリート橋の荒川橋が架設されたが水害の被害を多く受けて補強工事を要した。しかし、1967年（昭和42年）の羽越水害以後、荒川の計画高水流量が改訂され、河川管理施設構造令の機銃に満たなくなったため、架替事業として1983年（昭和58年）4月1日に一般国道7号荒川橋梁架替事業（佐々木 - 平林）延長1.6 km（キロメートル）が着手され、1990年（平成2年）10月16日に供用された。
管理は1964年（昭和39年）に指定区間に編入されて建設省北陸地方建設局が行うようになった。